# Västtrafik

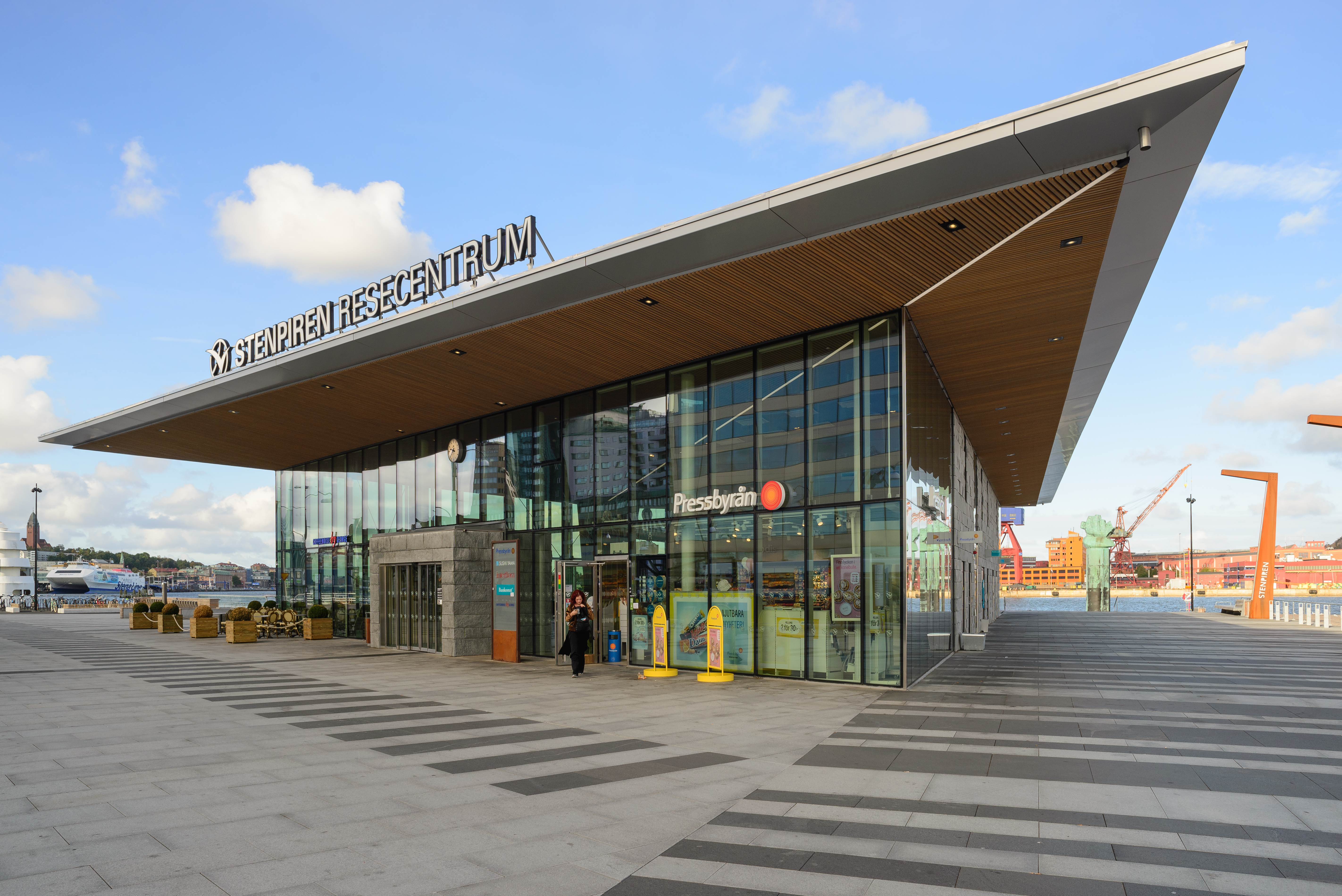
Reisezentrum Stenpiren in Göteborg

Västtrafik ist der zweitgrößte Verkehrsverbund Schwedens.
Das Unternehmen mit Sitz in Skövde bedient den öffentlichen Nahverkehr mit Bussen, Fähren, Zügen, Taxis und Straßenbahnen in der Provinz Västra Götalands län sowie in der Gemeinde Kungsbacka in der Provinz Hallands län.
Die Gesellschaft wurde am 21. August 1998 gegründet und nahm ihren Betrieb am 1. Januar 1999 auf. Die Verkehrsgesellschaften Göteborgsregionens Lokaltrafik AB, Göteborgs och Bohus Läns Trafik AB, Älvsborgstrafiken AB und Skaraborgs Läns Trafik AB übernahmen Aktien der neuen Gesellschaft. Gleichzeitig wurde der bis zu diesem Zeitpunkt eigenwirtschaftlich betriebene Stadtverkehr in Göteborg an die Gesellschaft übertragen. 2006 fusionierten sämtliche Tochtergesellschaften mit der Muttergesellschaft.
Eigentümer ist seit dem 1. Februar 2012 nur noch Västra Götalandsregionen, vorher hielten 49 Gemeinden in der Provinz Västra Götalands län sowie die Provinz je der Hälfte der Eigentumsanteile.
2011 fuhren 267 Millionen Reisende mit Västtrafik.